# القاضي العقيب بن محمود بن عمر
القاضي العقيب بن محمود بن عمر بن محمد عقيط (1507/1508  –  1583) كان قاضيًا صنهاجيًا بربريًا (قاضيًا أعلى) في تمبكتو وإمام مسجد سنكوري.

## الحياة
وُلد العقيب بن محمود سنة 1507/1508م من أسرة أقيت الصنهاجة البربرية. ودرس على يد أبيه وعمه، ثم ذهب للحج، فدرس عند كبار العلماء أمثال الناصر اللقاني، الذي أذن له بتدريس عدد من الكتب. كان أحمد بابا، ابن عمه، وقد درس عنده وحصل على الإجازة. في عام 1565، خلف العقيب شقيقه القاضي محمد في منصب قاضي تمبكتو.
وفي سنة 1569م شرع في إعادة بناء جامع سيدي يحيى، وفي سنة 1570م جدد جامع جنكريب، ثم جدد جامع السوق في سنة 1577/1578م. كما قام بإعادة بناء مسجد سانكوري في العام التالي، والذي وجهه إلى القبلة بدقة.
توفي في 10 آب 1583 وخلفه في منصب القاضي أخوه أبو حفص عمر.

## طالع أيضًا
- مدرسة سانكوري
- مسجد جنكريب
- مملكة مالي

## ملحوظات
1. ↑  Gomez 2019، صفحة 291.
2. ↑  Gomez 2019، صفحة 352.
3. ↑  Gomez 2019، صفحة 357.